# Astomaspis curiosa
Astomaspis curiosa är en stekelart som först beskrevs av Gyöö Viktor Szépligeti 1908.  Astomaspis curiosa ingår i släktet Astomaspis och familjen brokparasitsteklar. Inga underarter finns listade.